# Praça Dom Frei Caetano Brandão
A Praça Dom Frei Caetano Brandão, inicialmente denominado Largo da Sé, fica localizada no bairro Cidade Velha na cidade brasileira de Belém, capital do estado do Pará.
A praça foi o ponto de partida do encontro entre colonos e indígenas, assim como da colonização de Belém e interior. Marco inicial da civilização, teve seu ápice durante o ciclo da borracha, enriquecendo e modernizando a sociedade belenense. Preserva em sua constituição traços históricos e culturais oriundos dos colonizadores portugueses e que determinaram o seu desenvolvimento.
A edificação faz parte do conjunto arquitetônico, paisagístico e religioso do bairro Cidade Velha, denominado Feliz Lusitânia, núcleo inicial da cidade de Belém do Pará.

## História

### Cidade
A cidade de Belém foi fundada, em 1616, a partir do Largo da Matriz, atual Praça Dom Frei Caetano Brandão, tendo como sua primeira construção o Forte do Presépio, atual Forte do Castelo.
Anteriormente ao Ciclo da Borracha, a cidade encontrava-se pouco urbanizada ou ajardinada.
Em 1910, o comércio da borracha representava 40% do total das exportações do Brasil, tornando Belém uma cidade próspera e em pleno desenvolvimento. Um importante nome para a modernização foi o do Intendente Antônio Lemos, responsável por expandir a cidade, alargando avenidas e drenando pântanos, além de construir monumentos em ferro no Mercado Ver-o-Peso e em direção ao Largo da Pólvora, atual Praça da República, além de empreender o tratamento de parques, praças e jardins, através de políticas higienistas em Belém.
Em 1912, com a queda do preço da borracha e sem o estímulo modernizador, resta, como marco da antiga prosperidade, a Praça Dom Frei Caetano Brandão.

### Construção da Praça
O Largo da Matriz, definiu o traçado urbano de Belém a partir da construção das primeiras ruas e casas da colônia, de onde nasceram os primeiros caminhos abertos na mata em direção ao interior.
Entretanto, durante cinco anos, Belém não se estendeu além do Forte do Presépio e do Largo da Matriz. Até que, em 1621, a primeira rua documentada foi construída, a Rua do norte, atualmente Rua Siqueira Mendes.
Com o desenvolver da cidade, construções humildes e edifícios mais relevantes passaram a compartilhar o mesmo espaço. Dentre os mais significativos estão: a capelinha dedicada a São Francisco Xavier e o Colégio de Santo Alexandre, construídos em 1953, pela Companhia Missionária Jesuítica, atualmente conhecidos como Igreja e Colégio de Santo Alexandre, que atualmente abriga o Museu de Arte Sacra.
Em 1748, iniciou-se a construção da atual Catedral da Sé e, com isso, a praça passou a chamar-se Largo da Sé.
Em 1897, a praça passou a ser denominada de Praça Frei Caetano Brandão em homenagem ao 4º Bispo do Pará, Dom Frei Caetano Brandão, ressaltando a sua importante atuação na criação de escolas e colégios de cunho social, no desenvolvimento das artes e ofícios e em sua participação política.

## Paisagismo
Uma estátua de bronze em homenagem a Dom Frei Caetano Brandão é circundada por alamedas que, por sua vez, são contornadas por canteiros de flores, calçadas em pedra de ardósia e compostas por palmeiras, que substituiram as mangueiras devido ao fato de suas copas dificultarem a visibilidade da paisagem e arredores.

## Projeto Feliz Lusitânia
Com acervo datado dos séculos XVII, XVIII e XIX, o patrimônio da praça representa, histórica e culturalmente, a sociedade belenense, tendo início na relação dos colonos com os indígenas e negros.
Dessa forma, o complexo Feliz Lusitânia, desenvolvido a fim de valorizar a área histórica de Belém, inseriu a praça em seu projeto, que resultou na revitalização e restauração da região. Tais intervenções tornaram a praça um local de referência ao passado colonial.

## Tombamento
A praça foi tombada em 28/07/1964, pelo Instituto do Patrimônio Histórico e Artístico Nacional.
Os bens tombados no perimetro são:
- Igreja da Sé, 234-T-40
- Colégio dos Jesuítas e Igreja de Santo Alexandre, 235-T-40
- Forte do Castelo, 644-T-61
- Hospital Militar (antigo Hospital Real), 707 – T – 63. [3]

## Função Cultural
A Catedral da Sé é o ponto inicial da procissão do Círio de Nazaré, uma das maiores manifestações religiosas do país.
A partir de 2003, com o alongamento do percurso dos barcos que possibilitou a chegada do Círio Fluvial até o Complexo Feliz Lusitânia, criou-se os espaços chamados “Janelas para o Rio”. A orla aberta do Forte do Presépio e da Casa das Onze Janelas abriram uma nova oportunidade para os visitantes entrarem em contato com a história local e participarem de eventos culturais.

## Atualidades
Podem-se encontrar, na praça, comerciantes de água de coco, lanches e comidas típicas dispostos em barracas padronizadas e cadastradas na Secretaria Municipal de Economia.